# Fábio Silvestre
Fábio Silvestre (Sobral de Monte Agraço, 25 de enero de 1990) es un ciclista portugués que fue profesional entre 2012 y 2018.

## Trayectoria
En 2011 fue campeón nacional de ruta de su país en la categoría sub-23, y en 2012 volvió a ser campeón de esta categoría pero en la contrarreloj individual.
En enero de 2018 sufrió una fractura de tibia durante la segunda etapa de la Tropicale Amissa Bongo.

## Palmarés
2013
- 1 etapa del Tour de Normandía
- Triptyque des Monts et Châteaux
- 1 etapa del Circuito de las Ardenas
- 1 etapa de la Ronde de l'Oise

## Resultados en Grandes Vueltas
| Carrera | Carrera         | 2012 | 2013 | 2014 | 2015  | 2016 | 2017 | 2018 |
| ------- | --------------- | ---- | ---- | ---- | ----- | ---- | ---- | ---- |
|         | Giro de Italia  | —    | —    | —    | 149.º | —    | —    | —    |
|         | Tour de Francia | —    | —    | —    | —     | —    | —    | —    |
|         | Vuelta a España | —    | —    | —    | —     | —    | —    | —    |

―: no participa

Ab.: abandono

## Equipos
- Leopard-Trek Continental Team (2012-2013)
- Trek Factory Racing (2014-2015)
- Leopard-Trek Continental Team (2016)
- Sporting-Tavira (2017-2018)